# Tribeca Film Festival

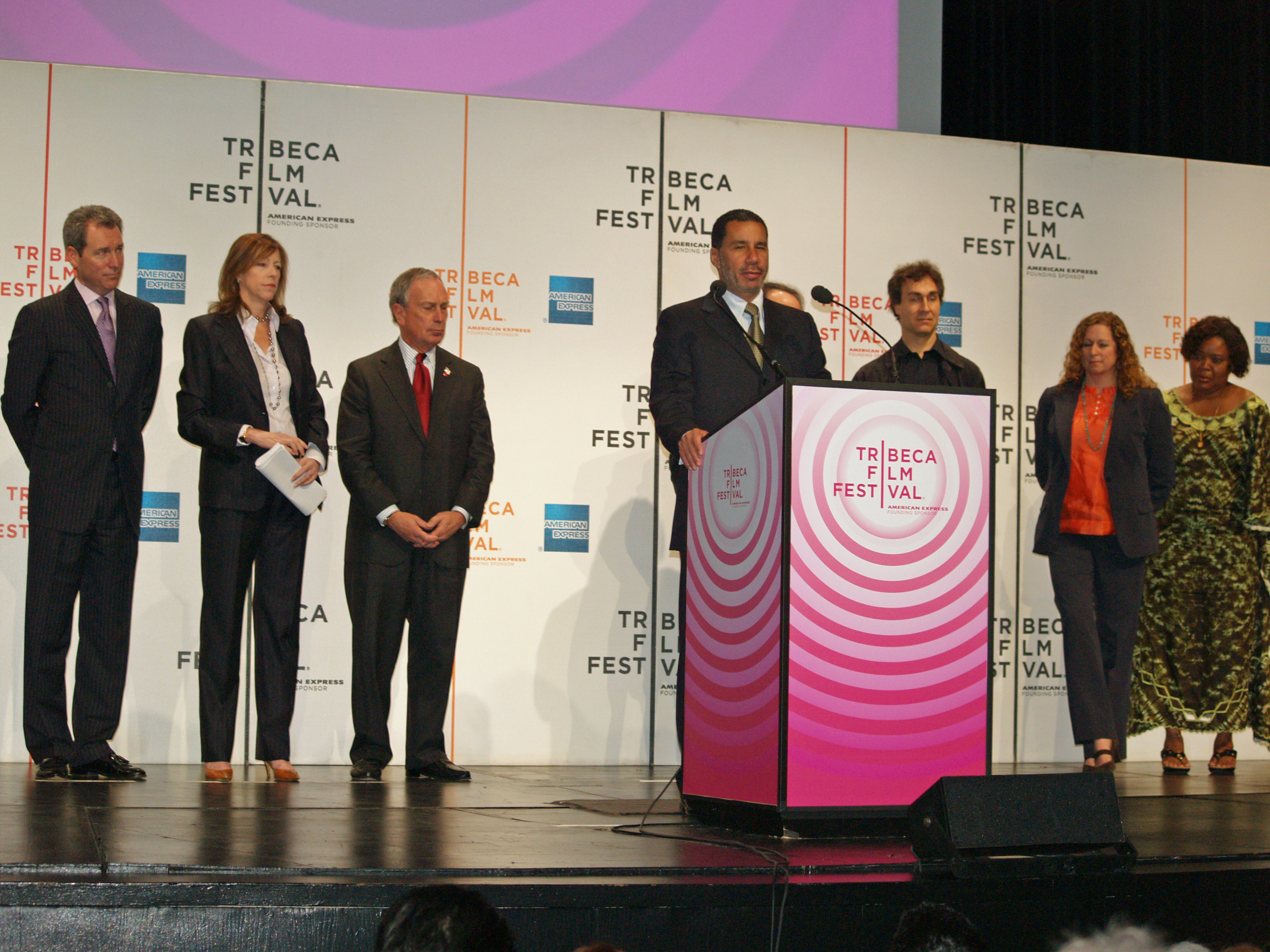
De New Yorkse gouverneur David Paterson opent het Tribeca Film Festival van 2008.

Het Tribeca Film Festival (in Nederland soms ook het filmfestival van Tribeca genoemd) is een Amerikaans filmfestival, dat in 2002 werd opgericht door Jane Rosenthal, Robert De Niro en Craig Hatkoff.
De drie organiseerden het festival als reactie op de aanslagen op 11 september 2001, en het hiermee samenhangende verlies van vitaliteit van de wijk TriBeCa in Manhattan. Met het festival wilden ze de wederopbouw van de wijk steunen en tevens de aandacht vestigen op New York als filmstad. In de afgelopen jaren is het festival uitgegroeid tot een van de meest prominente filmfestivals ter wereld. Zo werden er in 2006 en 2007 meer dan 250 films en 1000 screenings vertoond. Onder de vertoonde films bevinden zich onder andere onafhankelijke films, documentairefilms, korte films en een programma gespecialiseerd in familiefilms.
Op het festival wordt ook jaarlijks de Artists Award uitgereikt.
Het 19e Tribeca-filmfestival, aangekondigd voor 15 tot 26 april 2020, werd uitgesteld vanwege de uitbraak coronavirus (SARS-CoV-2) (COVID-19).